# Mollet de Peralada
Mollet de Peralada ist eine katalanische Gemeinde in der Provinz Girona im Nordosten Spaniens. Sie liegt in der Comarca Alt Empordà.

## Lage
Mollet de Peralada liegt wenige Kilometer östlich von der Autopista AP-7 entfernt und befindet sich westlich der Gemeinden Rabós und Garriguella, nördlich von Peralada, östlich von Capmany und südlich von Espolla.

## Wirtschaft
Die Gemeinde ist landwirtschaftlich geprägt und es werden überwiegend Weinstöcke und Olivenbäume kultiviert; die geernteten Weintrauben und Oliven werden in der örtlichen Genossenschaft zu Wein und Olivenöl weiterverarbeitet und unter der garantierten Herkunftsbezeichnung Empordà in den Handel gebracht.

## Sehenswürdigkeiten
- Kirche Sant Cebrià
- Kapelle Sant Joan de Degollaci
- Masia Mas Tià